# Olivier Sidler
Pour les articles homonymes, voir Sidler.
Olivier Sidler, né le 5 juillet 1947 à Mulhouse, est un expert français en maîtrise de l'énergie.

## Biographie
Olivier Sidler est ingénieur en énergétique, diplômé de l'École polytechnique fédérale de Lausanne. il est titulaire d’un DEA de Physique de l'énergie solaire acquis en 1978 avec mention très bien (Paris VII).
Il travaille depuis les années 1980 dans le domaine de la mesure énergétique et des bâtiments à très basse consommation et de l'habitat passif. Il a publié plusieurs rapports sur la rénovation basse consommation. Il dirige actuellement[Quand ?] le bureau d'études thermiques Enertech basé à Félines sur Rimandoule et spécialisé dans la maîtrise de l’énergie et l’utilisation des énergies renouvelables. 
Olivier Sidler a fait partie des fondateurs de l'association négaWatt, il en est aujourd'hui[Quand ?] vice-président. Il en a été l'un des conseillers pour le grenelle de l'environnement. Il est considéré comme un expert de la maîtrise de l'énergie et il anime des conférences et formations sur les enjeux du réchauffement climatique et la nécessaire adaptation aux dérèglements climatiques à travers la conception et rénovation des bâtiments et la maîtrise de la demande d’électricité.
Olivier Sidler a conçu des solutions techniques pour ramener tous les bâtiments français - à l’exception notable des tours  - à un seuil de basse consommation, en s’appuyant principalement sur la thermique du bâtiment : résistance thermique des toitures, combles, murs, planchers et menuiseries (triple vitrage). Il travaille aussi sur l'aéraulique des bâtiments (ventilation double flux) et les équipements de chauffage (chaudières...).

## Publications
- Énergie : sans nucléaire, le potentiel français, numéro spécial Écologie Mensuel, De La Surienne, 1981
- Guide de recommandation pour la conception de logements à hautes performances énergétiques en Île-de-France, ADEME, 1999
- Logements à faibles besoins en énergie : Guide de recommandations et d'aides à la conception, ADEME, 2000
- Rénovation à basse consommation d'énergie des logements en France, 2007